# Yahya Jammeh
Yahya Abdul-Azziz Jemus Junkung Jammeh (ur. 25 maja 1965 w Kanilai) – gambijski polityk i wojskowy, prezydent Gambii od 22 lipca 1994 do 21 stycznia 2017. Władzę przejął w wyniku bezkrwawego przewrotu wojskowego.
Yahya Jammeh, zaraz po zakończeniu edukacji, rozpoczął karierę w wojsku, w szeregach którego awansował do stopnia pułkownika. W lipcu 1994 jako porucznik stanął na czele zamachu stanu przeciw pierwszemu prezydentowi Gambii, Dawdzie Jawarze. W latach 1994–1996 rządził krajem jako przywódca junty wojskowej. W 1996 ogłosił wybory powszechne, w wyniku których został oficjalnie prezydentem Gambii. Sukces wyborczy powtórzył w 2001, 2006 oraz w 2011.
Yahya Jammeh, jako prezydent, był oskarżany o nadużywanie władzy, ograniczanie swobód obywatelskich i łamanie praw człowieka. W czasie jego prezydentury kilkakrotnie dochodziło do prób przewrotu wojskowego. W 2007 wsławił się opracowaniem własnej metody leczenia AIDS, która została potępiona przez społeczność międzynarodową.
W grudniu 2016 przegrał wybory prezydenckie z Adamą Barrowem, jednakże odmówił uznania ich wyniku i przekazania władzy. Z urzędu zrezygnował dopiero 21 stycznia 2017 pod naciskiem międzynarodowym i w obliczu interwencji zbrojnej państw ECOWAS.

## Młodość
Yahya Jammeh urodził się 25 maja 1965 w miejscowości Kanilai, w dystrykcie Foni Kansala w zachodniej części Gambii. W latach 1972–1978 uczęszczał do szkół podstawowych w Kanilai (Kanilai Primary) oraz Bwiam (Saint Edwards Primary School Bwiam). Od 1978 do 1983 kształcił się w szkole Gambia High School. W 1983 zakończył edukację, uzyskując Generalny Certyfikat Edukacji (GCE, General Certificate of Education), z wyróżnieniem w dziedzinie geografii, biologii, fizyki oraz języka angielskiego i francuskiego.

## Kariera wojskowa
Po zakończeniu nauki Jammeh związał swoją przyszłość z wojskiem. 1 kwietnia 1984 wstąpił do Żandarmerii Narodowej. Przez kolejne 12 lat pełnił różne funkcje w siłach zbrojnych i piął się w górę po drabinie wojskowych stanowisk. Od kwietnia 1984 do sierpnia 1986 służył w Specjalnej Jednostce Interwencyjnej. W kwietniu 1986 awansował ze stopnia szeregowego na stopień sierżanta. Następnie, od kwietnia 1986 do 1987 służył w Specjalnej Jednostce Straży Żandarmerii Mobilnej. W grudniu 1987 został awansowany na stopień podchorążego. Od grudnia 1987 do sierpnia 1989 stacjonował w szkole żandarmerii, w której przeszedł szkolenie dla eskorty prezydenckiej. We wrześniu 1989 uzyskał awans na oficerski stopień podporucznika. Od stycznia do czerwca 1991 dowodził jednostką Żandarmerii Mobilnej, a następnie od czerwca do sierpnia tego samego roku Wojskową Jednostką Policji Żandarmerii Narodowej. W okresie od sierpnia 1991 do lipca 1994 stał na czele oddziału Policji Wojskowej Narodowej Armii Gambii w Yundum.
W czasie służby w wojsku Jammeh jako oficer kierował specjalnymi operacjami państwowymi. W 1990 był odpowiedzialny za ochronę szczytu szefów państw ECOWAS i Konferencji na temat Liberii w Kairaba Beach Hotel w Bandżulu. W 1993 kierował ochroną spotkania dowódców Grupy Monitorującej ECOWAS (ECOMOG). W lutym 1992 dowodził jednostkami, odpowiedzialnymi za osobistą ochronę papieża Jana Pawła II, w czasie jego pielgrzymki do Gambii.
W lutym 1992 Jammeh uzyskał stopień porucznika, a w listopadzie 1994 stopień kapitana. Od września 1993 do stycznia 1994 odbywał specjalne szkolenie wojskowe w Forcie McClellan w Alabamie w USA, po którym uzyskał dyplom z dziedziny operacji wojskowych. Już po objęciu władzy w Gambii, w sierpniu 1996 Jammeh został awansowany do stopnia pułkownika. 8 września 1996 oficjalnie przeszedł na wojskową emeryturę, tuż przed wyborami prezydenckimi.

## Zamach stanu i przejęcie władzy 1994–1996

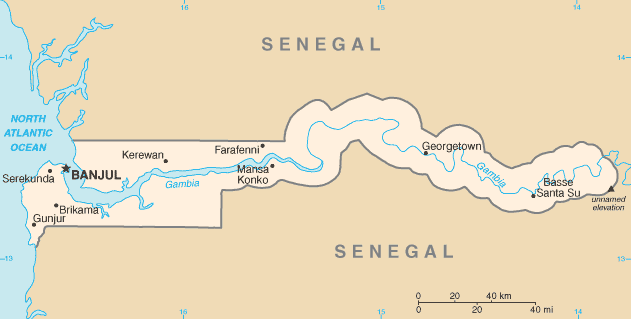
Gambia, państwo otoczone z trzech stron przez Senegal, w 1994 doświadczyła pierwszego i jedynego przewrotu wojskowego

Gambią, państwem, które od czasu uzyskania niepodległości w 1965 nie doświadczyło żadnego przewrotu wojskowego, rządził nieprzerwanie prezydent Dawda Jawara (początkowo jako premier). Został on pozbawiony władzy dopiero w 1994 na skutek zamachu stanu, na którego czele stanął porucznik Yahya Jammeh, cieszący się dużym autorytetem wśród żołnierzy.
21 lipca 1994 prezydent Jawara powrócił do Bandżulu ze swojej rezydencji w Londynie. Następnego dnia w stolicy doszło do wybuchu buntu wojskowego, na czele którego stanął porucznik Jammeh. Żołnierze domagali się od władz wypłacenia zaległego żołdu za udział w misji pokojowej w Liberii. 23 lipca bunt przybrał formę bezkrwawego zamachu stanu, a wojsko pod dowództwem Jammeha udało się do pałacu prezydenta Jawary i pozbawiło go władzy. Prezydent Jawara 24 lipca, z obawy o swoje bezpieczeństwo, uciekł wraz z rodziną amerykańskim okrętem wojennym do sąsiedniego Senegalu, gdzie uzyskał azyl polityczny. Wedle relacji świadków i brytyjskiego dyplomaty, na ulicach Bandżulu w dniach przewrotu nie było oznak paniki i nie dochodziło do aktów przemocy. Wojsko jednakże wprowadziło godzinę policyjną i zamknęło stołeczne lotnisko. Rząd brytyjski w odpowiedzi na wydarzenia „ostro potępił” bunt wojska i stwierdził, że zamach stanu stanowi tragedię dla tego kraju.

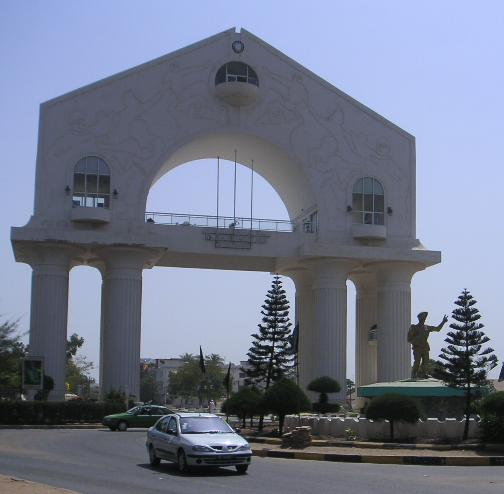
Łuk 22 Lipca w Bandżulu, upamiętniający wojskowy przewrót i przejęcie władzy przez Yahyę Jammeha

Yahya Jammeh stanął na czele Tymczasowej Rady Rządzącej Sił Zbrojnych (AFPRC, Armed Forces Provisional Ruling Council), wojskowej junty, składającej z wysokich rangą oficerów i przez dwa lata rządził niepodzielnie krajem. Zamach stanu został upamiętniony budową monumentalnego Łuku 22 Lipca w Bandżulu. W budowli tej mieści się także małe muzeum. AFPRC zawiesiła konstytucję z 1970, która ustanawiała trójpodział władz.
Dopiero pod presją zagranicy Jammeh zdecydował się stworzyć w Gambii nowy system polityczny, oparty na zapisach konstytucyjnych. Pierwsze kroki poczynił w marcu 1995, kiedy na mocy dekretu powołał Komisję Rewizji Konstytucji, celem opracowania nowej ustawy zasadniczej. Jednocześnie AFPRC przekształciła się w partię polityczną, Sojusz na rzecz Reorientacji Patriotycznej i Budowy (APRC, Alliance for Patriotic Reorientation and Construction). W sierpniu 1996 w kraju odbyło się referendum w sprawie wprowadzenia nowej konstytucji i ustanowienia Drugiej Republiki. W głosowaniu 70% obywateli poparło projekt konstytucji oraz ustrój republikański. Przyjęta konstytucja ustanawiała silny rząd prezydencki, jednoizbowy parlament i niezależne sądownictwo. Nie przewidywała także limitu kadencji prezydenta.
We wrześniu 1996 odbyły się wybory prezydenckie, a w styczniu 1997 wybory parlamentarne. W tych pierwszych, 26 września 1996, Jammeh zdobył niecałe 55,8% głosów, pokonując kandydata opozycyjnej Zjednoczonej Partii Demokratycznej, Ousainou Darboe (35,8% głosów). W wyborach parlamentarnych z 2 stycznia 1997 APRC zdobył 33 spośród 45 miejsc w Zgromadzeniu Narodowym. Wybory nie były do końca wolne, gdyż część establishmentu politycznego (np. prezydent Jawara) została objęta zakazem kandydowania. Również zagraniczni obserwatorzy w swoim raporcie nie uznali wyborów za wolne i sprawiedliwe. 18 października 1996 Jammeh oficjalnie objął stanowisko pierwszego prezydenta Drugiej Republiki.

## Prezydent Gambii – pierwsza kadencja 1996–2001

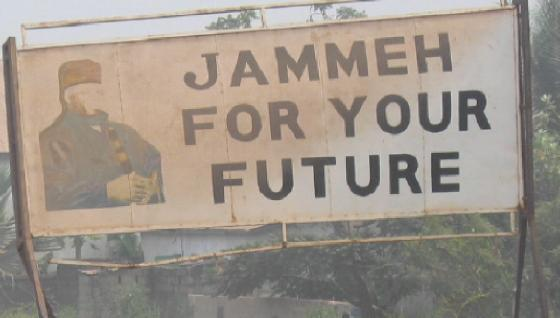
„Jammeh dla twojej przyszłości”, plakat wyborczy prezydenta Jammeha, 2005

Gambia rządów Yahyi Jammeha formalnie została państwem z konstytucją przyjętą w powszechnym referendum i odbywającymi się regularnie wyborami. Jednak pod adresem prezydenta pojawiały się wielokrotnie zarzuty nadużywania władzy, ograniczania swobód obywatelskich i łamania praw człowieka. Krajem kilkakrotnie wstrząsały także próby przejęcia władzy na drodze przewrotu.
Do pierwszej siłowej próby zmiany władzy doszło 15 stycznia 2000. W kraju miał wówczas miejsce zamach stanu przeciw prezydentowi Jammehowi. W pałacu prezydenckim miało dojść do strzelaniny. Spiskowcami okazali się dwaj oficerowie prezydenckiej ochrony, którzy próbowali strzelać do głowy państwa. Jeden z nich został zabity, a cały zamach został udaremniony przez ochronę prezydenta. W kolejnych dniach aresztowano pozostałych wojskowych, zaangażowanych w spisek.
W kwietniu 2000 prezydent i jego administracja zostali oskarżeni o łamanie praw człowieka i spowodowanie śmierci 12 studentów. 10 kwietnia 2000 w stolicy kraju doszło do protestu studentów przeciw torturowaniu przez siły bezpieczeństwa jednego z ich kolegów. Protest przerodził się w zamieszki z policją, która otrzymała od rządu rozkaz strzelania. Po śmierci demonstrantów przez Gambię przetoczyła się fala protestów przeciw brutalnym metodom sił policyjnych. Konsekwencją sprzeciwu wobec władzy były liczne aresztowania wśród studentów, oskarżanych o niszczenie mienia, oraz zamknięcie wszystkich szkół i college’ów. Prezydent Jammeh, komentując sytuację, stwierdził, że zamieszki zostały wszczęte przez Stowarzyszenie Studentów Gambii oraz przez pewne złe żywioły i bandytów, którzy wykorzystali sytuację i udając studentów zachęcili tak zwanych demonstrantów do wyrządzenia zniszczeń.

## Druga kadencja 2001-2006

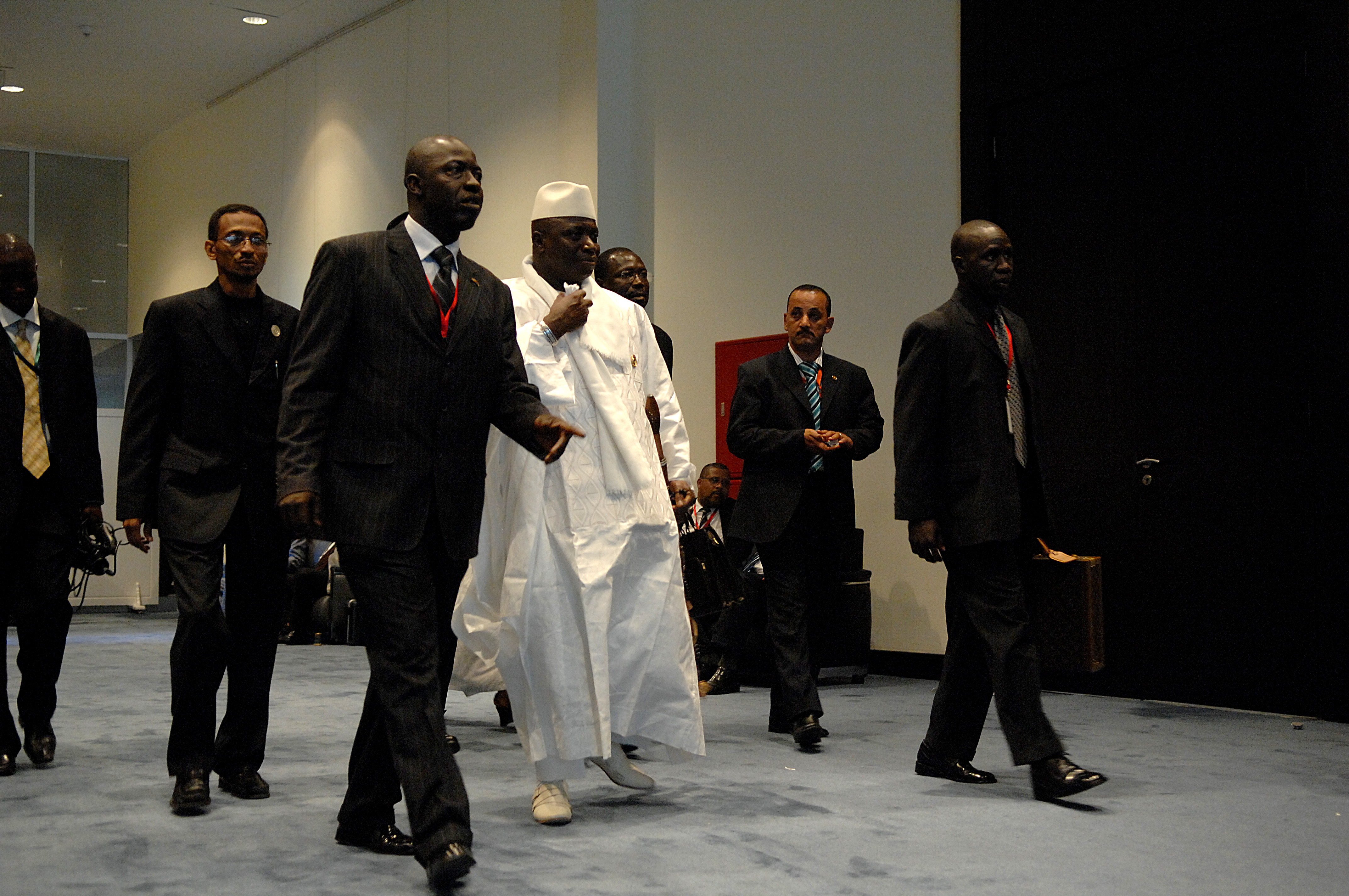
Prezydent Jammeh w drodze na szczyt Unii Afrykańskiej, Egipt, lipiec 2008

18 października 2001 w Gambii odbyły się wybory prezydenckie, które w opinii społeczności międzynarodowej miały być testem rzeczywistego poziomu wolności i demokracji w tym kraju. W lipcu 2001 prezydent Jammeh, ubiegający się o reelekcję, zniósł zakaz działalności partii politycznych rządzących krajem przed 1994. Kampania wyborcza nie przebiegała jednak w pokojowy sposób. Przed wyborami dochodziło do wielu walk ulicznych i zamieszek, w których rannymi zostawali protestujący zwolennicy opozycji. W październikowych wyborach Jammeh uzyskał prawie 53% głosów poparcia, wobec niecałych 33% dla kandydata opozycji Ousainou Darboe ze Zjednoczonej Partii Demokratycznej. Ostatecznie zagraniczni obserwatorzy uznali wybory za generalnie wolne i demokratyczne, dopatrując się jednak kilku nieprawidłowości.
W 2005 prezydent i jego administracja po raz kolejny zostali oskarżeni o łamanie praw człowieka po tym, jak w Gambii doszło do brutalnego mordu, który wywołał skandal na międzynarodową skalę. 44 ghańskich imigrantów i 10 obywateli z innych państw ECOWAS zostało z zimną krwią zastrzelonych przez gambijską żandarmerię w oczekiwaniu na statek do Europy. Rozkaz strzelania miał wydać sam prezydent Jammeh. Był on bowiem przekonany, że cudzoziemcy planowali zamach stanu i obalenie jego władzy.
Poważnym zarzutem wysuwanym pod adresem prezydenta było łamanie i ograniczanie wolności prasy. Organizacje międzynarodowe (w tym UE) wielokrotnie potępiały wywieranie ciągłej presji na krajowe media poprzez oskarżenia czy to o działalność wywrotową, czy o zniesławienie organów władzy. Równie często dochodziło do udanych prób zamykania organów niezależnej i opozycyjnej prasy. Zdarzały się także przypadki fizycznych ataków na dziennikarzy, które nie były należycie badane przez prokuraturę. Działalność prywatnych mediów została obłożona ścisłymi restrykcjami i wysokimi opłatami licencyjnymi. W 2002 w Gambii wprowadzono ustawę, ustanawiającą specjalną komisję ds. mediów o bardzo szerokim zakresie uprawnień. Zdaniem krytyków prawo to zagroziło wolności prasy. Dalsze zmiany w prawie z 2004 wprowadziły karę więzienia dla dziennikarzy za działalność wywrotową lub zniesławienie władzy.
16 grudnia 2004 doszło do zabójstwa dziennikarza gazety The Pont, Deydy Hydary, krytykującego w swoich artykułach politykę prezydenta. Dziennikarz ostro sprzeciwiał się również uchwaleniu nowego prawa medialnego. Hydara został zastrzelony przez nieznanego sprawcę w czasie przejazdu samochodem. Jego śmierć doprowadziła do krytyki polityki władz i demonstracji w obronie wolności mediów. Okoliczności tego morderstwa nie zostały wyjaśnione, sprawców zabójstwa nigdy nie ujęto, a środowisko dziennikarzy zarzuciło władzom spowalnianie dochodzenia w tej sprawie. Oliwy do ognia, poprzez swoje wypowiedzi, dolewał również sam prezydent Jammeh. W kwietniu 2004 wezwał dziennikarzy, by byli posłuszni jego rządowi lub „poszli do piekła”, a w czerwcu 2005 oznajmił, że dopuścił do zbyt dużej wolności środków przekazu w kraju. Według raportu organizacji Reporterzy bez Granic z 2008, w Gambii panowała absolutna nietolerancja dla wszelkich form krytyki władz.
Po sześciu latach od pierwszej wojskowej próby przejęcia rządów, 21 marca 2006, w Gambii miał miejsce drugi nieudany zamach stanu przeciw władzy prezydenta. Jammeh, przebywający z wizytą w Mauretanii, na wieść o próbie zamachu szybko powrócił do kraju. Inicjatorem zamachu był szef sztabu armii, pułkownik Ndure Cham. Pomimo wysiłków, nie został on schwytany i uciekł do Senegalu. Rebelia została opanowana przez siły bezpieczeństwa. W kwietniu 2007 dziesięciu oficerów uczestniczących w zamachu, zostało skazanych pod zarzutem zdrady stanu, a czworo z nich otrzymało karę dożywotniego więzienia.

## Trzecia kadencja 2006-2011
22 września 2006 prezydent Jammeh po raz trzeci wziął udział w wyborach prezydenckich. W głosowaniu uczestniczyło tylko 58% uprawnionych obywateli, co było propagandową porażką władz. Jammeh wygrał wybory kolejny raz z rzędu z wynikiem 67,3% głosów, po raz trzeci pokonując Ousainou Darboe z opozycyjnej Zjednoczonej Partii Demokratycznej (26,7% głosów). Tak jak w poprzednich wyborach, obywatele z powodu niskiego poziomu piśmienności używali do głosowania specjalnych kamieni, które wrzucali do odpowiednich dzwonów, przyporządkowanych każdemu kandydatowi. Opozycja nie uznała wyników głosowania, oskarżając władzę o liczne fałszerstwa. Prezydent Jammeh odrzucił krytykę, stwierdzając, że cały świat może iść do diabła. Zaprzeczył jednocześnie ograniczaniu wolności mediów, mówiąc:

To jest Afryka i to jest Gambia, kraj w którym wyznajemy silne afrykańskie wartości moralne. Jeśli napiszecie, że Yahya jest złodziejem, powinniście być gotowi na udowodnienie tego przed sądem. Jeśli to stanowi brak wolności, to ja o to nie dbam. (...) Jeśli chciałbym zlikwidować wszystkie gazety, zrobiłbym to z dobrego powodu.

Odniósł się również do oskarżeń w związku ze śmiercią dziennikarza Deydy Hydary w 2004:

Nie wierzę w zabijanie ludzi, wierzę w zamykanie ich na resztę życia.

15 grudnia 2006 Yahya Jammeh został zaprzysiężony na stanowisku prezydenta Gambii na trzecią pięcioletnią kadencję.

### Leczenie AIDS
Prezydent Jammeh w wielu oficjalnych komunikatach deklarował posiadanie rozległej wiedzy z zakresu tradycyjnych terapii ziołowych, dotyczących zwłaszcza leczenia astmy i epilepsji.
W styczniu 2007 ogłosił znalezienie nowej, w jego własnej ocenie skutecznej metody leczenia AIDS. Podobną kurację zalecał też osobom cierpiącym na astmę i nadciśnienie tętnicze. Jego terapia miała polegać na aplikacji mieszanki siedmiu ziół i odprawieniu modlitw nad chorym. Postulował podawanie wraz z ziołami bananów i orzeszków ziemnych. Wedle zasad kuracji, zioła miały być wcierane w skórę chorego, jak również podawane doustnie i w efekcie powodować wyciągnięcie wirusa z ciała zarażonego. Cały cykl leczenia miał trwać trzy dni. W styczniu 2007 Jammeh poinformował o rozpoczęciu terapii u dziesięciu pacjentów. Gambijski minister zdrowia oświadczył zaś, że leczone osoby przybrały na wadze, a ich stan fizyczny uległ poprawie. Metodę leczenia AIDS autorstwa prezydenta Jammeha stanowczo odradziło i potępiło Ministerstwo Zdrowia RPA. Światowa Organizacja Zdrowia odmówiła natomiast wypowiedzi na ten temat.

Mogę leczyć astmę oraz HIV i AIDS. W ciągu trzech dni (leczona) osoba powinna być ponownie zbadana, i mogę wam powiedzieć, że wynik [na obecność wirusa HIV-przyp.] będzie negatywny. (...) Nie jestem szamanem. (...) Można być albo szamanem albo lekarzem.

Gambijskie ministerstwo zdrowia bardzo gwałtownie reagowało na głosy potępiające zaprezentowaną metodę leczenia. Nie spełniło również próśb organizacji międzynarodowych o przekazanie dowodów, poświadczających jej skuteczność, w celu poddania ich niezależnym badaniom. W lutym 2007 władze Gambii posunęły się jeszcze dalej i dały przedstawicielowi ONZ 48 godzin na opuszczenie kraju, za podawanie w wątpliwość skuteczności leczenia. Prezydencka terapia lecznicza była kontynuowana w kolejnych miesiącach. W lipcu 2007 służby medyczne Gambii ogłosiły, że do podjęcia leczenia zgłosili się pierwsi obcokrajowcy z Afryki Zachodniej i Europy. W sierpniu 2008 prezydent ogłosił pozbycie się wirusa HIV z organizmów 23 mieszkańców ze swojej rodzinnej miejscowości Kanilai.

### Stanowisko wobec homoseksualistów
W maju 2008 Yahya Jammeh ponownie wzbudził kontrowersje, wypowiadając się na temat homoseksualistów. 15 maja 2008 prezydent zapowiedział zaostrzenie wobec nich przepisów prawa. Stwierdził, że „obetnie głowę” każdemu homoseksualiście w kraju. Zapowiedział zamykanie hoteli, goszczących homoseksualistów i konsekwencje wobec ich właścicieli. Jammeh stwierdził, że Gambia jest krajem osób wierzących, stąd grzeszne i niemoralne praktyki, takie jak homoseksualizm, nie będą w nim tolerowane. Prezydent zapowiedział wprowadzenie wobec homoseksualistów prawa „surowszego niż w Iranie”. Ostrzegł homoseksualistów i dał im czas na opuszczenie kraju.

## Czwarta kadencja (2011–2017)
24 listopada 2011 prezydent Jammeh zwyciężył po raz czwarty w wyborach prezydenckich zdobywając oficjalnie 71,5% głosów poparcia. Jego opozycyjni rywale: Ousainou Darboe oraz Hamat Bah, zdobyli odpowiednio 17,4% i 11,1% głosów. Wybory skrytykowała m.in. ECOWAS, zarzucając rządzącym zastraszanie i represje wobec opozycji i społeczeństwa w czasie procesu wyborczego.
W kolejnych wyborach prezydenckich 1 grudnia 2016 Jammeh zajął drugie miejsce z wynikiem 39,6%. Przegrał z kandydatem zjednoczonej opozycji Adamą Barrowem, który uzyskał 43,3% głosów poparcia, trzeci był Mamma Kandeh (17,1%). Następnego dnia uznał swoją porażkę i zapowiedział przekazanie władzy zwycięzcy. Jednakże 9 grudnia 2016 Jammeh w przemówieniu telewizyjnym ogłosił, że z powodu rzekomych nieprawidłowości nie uzna wyników wyborów i nakazał ich powtórne przeprowadzenie.
Decyzję Jammeha o nieuznaniu wyników wyborów skrytykowała ONZ, Unia Afrykańska, ECOWAS oraz Unia Europejska, wzywając go do pokojowego oddania władzy. 13 grudnia 2016 prezydencki Sojusz na rzecz Reorientacji Patriotycznej i Budowy (APRC) zaskarżył wyniki wyborów do Sądu Najwyższego, pomimo tego że brakowało w nim kworum do orzekania z powodu wakatu 6 z 7 sędziów. Wojsko zajęło natomiast siedzibę komisji wyborczej, uniemożliwiając jej pracę. Tego samego dnia do Gambii przybyła delegacja ECOWAS, złożona z prezydentów: Liberii Ellen Johnson-Sirleaf, Nigerii Muhammadu Buhariego, Sierra Leone Ernesta Bai Koromy i Ghany Johna Dramani Mahamę. Spotkała się ona z Jammehem w celu przekonania go do pokojowego transferu władzy, jednak nie osiągnęła zamierzonego rezultatu. Pod koniec grudnia 2016 przedstawiciele ECOWAS ostrzegli Jammeha o możliwości interwencji wojsk Senegalu w przypadku nieoddania władzy w konstytucyjnym terminie 19 stycznia 2017. 10 stycznia 2017 prezydent ogłosił zamiar pozostania u władzy do czasu rozpatrzenia jego skargi przez Sąd Najwyższy, co możliwe byłoby dopiero w maju 2017 z powodu istniejących w nim wakatów sędziowskich. Podkreślił również bezprawie jakiejkolwiek zewnętrznej interwencji w sprawy wewnętrzne Gambii.
12 stycznia 2017 Zgromadzenie Narodowe podjęło uchwałę, w której wezwało do zagwarantowania Jammehowi azylu po opuszczeniu urzędu prezydenta oraz bezpiecznego pobytu w Nigerii. 13 stycznia 2017 Unia Afrykańska zapowiedziała wycofanie poparcia międzynarodowego dla Jammeha po 19 stycznia 2017 oraz ostrzegła przed poważnymi konsekwencjami w przypadku podejmowania przez niego działań skutkujących naruszeniem porządku politycznego i społecznego. Tego samego dnia na rozmowy do Gambii z prezydentem Jammehem przybył prezydent Nigerii, Muhammadu Buhari. Spotkanie nie przyniosło rozstrzygnięcia, a kraj opuścił prezydent elekt Adama Barrrow, udając się do Mali, a następnie do Senegalu. Jednocześnie tysiące mieszkańców Gambii w obawie przed wybuchem walk zaczęło przekraczać granicę z Senegalem oraz wyjeżdżać do Gwinei Bissau.
17 stycznia 2017 Jammeh ogłosił w kraju 90-dniowy stan wyjątkowy, a następnego dnia parlament wydłużył jego kadencję o 90 dni. W tym samym czasie członkowie ECOWAS podjęli pierwsze kroki, potwierdzające możliwość przeprowadzenia interwencji zbrojnej w Gambii. Na granicy gambijsko-senegalskiej doszło do przegrupowań wojsk Senegalu, a z Nigerii wypłynął w stronę Gambii okręt wojskowy. Nigeria zapowiedziała również wysłanie do Gambii 200-osobowego oddziału wojskowego oraz jednostek lotniczych. Wsparcie wojskowe dla interwencji ogłosiła również Ghana. Jammeh oznajmił, że służby bezpieczeństwa oraz licząca 2,5 tys. żołnierzy armia, gotowe są do utrzymania w kraju porządku i pokoju. Jednakże dowódca armii, gen. Ousman Badjie zapowiedział, że w przypadku interwencji ECOWAS, jego wojska nie podejmą walk, uznając kryzys na kwestię polityczną, a nie militarną.
19 stycznia 2017, w dniu zakończenia kadencji Jammeha, Adama Barrow został zaprzysiężony na prezydenta w ambasadzie Gambii w Dakarze, wzywając wojsko do pozostania w koszarach i pokojowego transferu władzy. Wskutek odmowy ze strony Jammeha, 19 stycznia 2017 granice z Gambią przekroczyły wojska Senegalu, rozpoczynając interwencję zbrojną ECOWAS. Została ona poparta rezolucją Rady Bezpieczeństwa ONZ. 20 stycznia 2017 na kolejne negocjacje z Jammehem przybyli prezydenci: Mauretanii Muhammad uld Abd al-Aziz oraz Gwinei Alpha Condé, dając mu czas na rezygnację z urzędu do końca dnia. W tym czasie wojska ECOWAS wstrzymały swoje ruchy, a dowódca gambijskiej armii gen. Ousman Badje, uznał Barrowa za zwierzchnika sił zbrojnych. W wyniku rozmów, 21 stycznia 2017 Jammeh ogłosił swoją rezygnację z urzędu prezydenta i tego samego dnia odleciał wraz z rodziną do Gwinei, a następnie do Gwinei Równikowej. Przedstawiciele ECOWAS ogłosili zakończenie interwencji zbrojnej, jednak zapowiedzieli pozostawianie 4 tys. wojsk przebywających w Gambii do czasu uspokojenia sytuacji. W wyniku kryzysu i obaw przed walkami, granice z Senegalem przekroczyło w sumie ok. 45 tys. mieszkańców Gambii. 22 stycznia 2017 wojska ECOWAS wkroczyły do Bandżulu. 26 stycznia 2017 prezydent Barrow powrócił do kraju, zwracając się do ECOWAS o pozostawienie kontyngentu zbrojnego w Gambii przez kolejne 6 miesięcy.

## Polityka zagraniczna

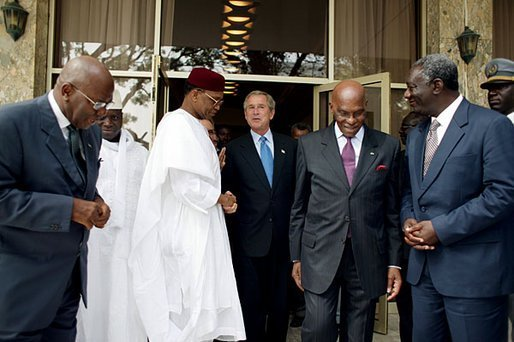
Prezydent Jammeh (pierwszy z lewej na biało) w otoczeniu prezydenta George’a W. Busha oraz przywódców Afryki Zachodniej, Dakar, lipiec 2003

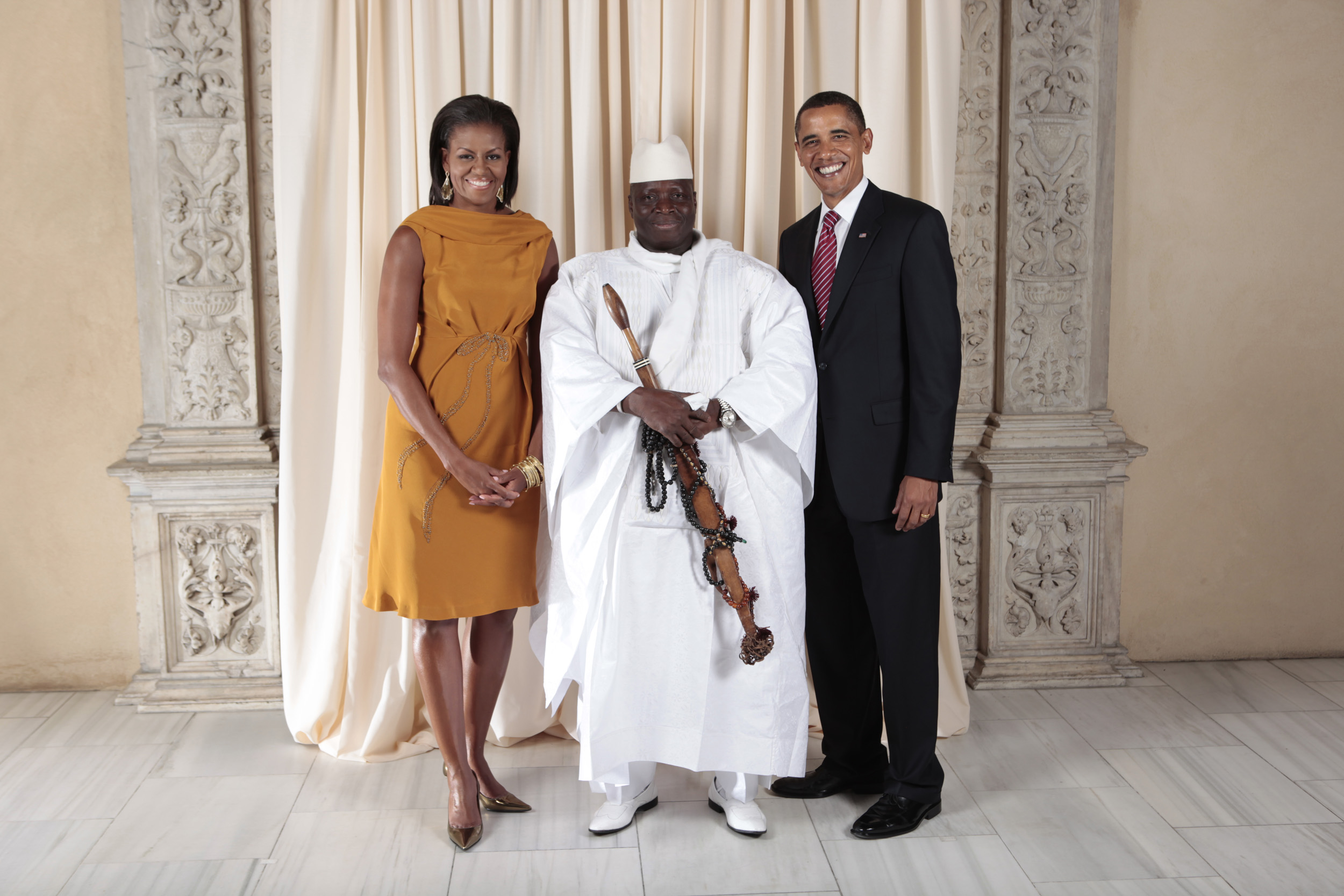
Prezydent Jammeh z prezydentem Barackiem Obamą i jego małżonką, 2009

Polityka zagraniczna Yahyi Jammeha charakteryzowała się zmianą kierunków w porównaniu ze strategią jego poprzednika, który prowadził politykę niezaangażowania, utrzymując dobre relacje ze światem Zachodu oraz Senegalem. Za rządów Jammeha ochłodzeniu uległy stosunki z Europą Zachodnią, w tym z Wielką Brytanią. Pogorszyły się również relacje ze Stanami Zjednoczonymi, które po zamachu stanu z 1994 zawiesiły swoją całą pozahumanitarną pomoc dla Gambii. Sytuacja taka trwała do roku 2002. Także stosunki z Senegalem, jedynym sąsiadem Gambii, były skomplikowane. Zaostrzyły się zwłaszcza po próbie zamachu stanu w marcu 2006, o przygotowanie którego prezydent Jammeh oskarżył władze tego państwa.
Prezydent Jammeh musiał podporządkować politykę zagraniczną nowej sytuacji, w jakiej znalazł się jego kraj po dokonaniu zamachu stanu. Gambia znalazła się wówczas pod wpływem sankcji i w politycznej izolacji ze strony zachodnich demokracji. Celem polityki prezydenta było umocnienie swojej pozycji na arenie międzynarodowej oraz zdobycie szerokiego wsparcia dla powołanych instytucji i organów. W tym celu w 1995 Jammeh nawiązał oficjalne stosunki dyplomatyczne z Tajwanem, początkowo bez jednoczesnego ich zrywania z Chinami. Dzięki prowadzeniu przez Tajwan tzw. dyplomacji dolarowej czy też dyplomacji czekowej (check book diplomacy), mógł uzyskać, liczoną w milionach dolarów, pomoc finansową w zamian za wspieranie niepodległościowych dążeń tego państwa. Gambia wielokrotnie opowiadała się za uznaniem suwerenności wyspy w czasie wystąpień na forum Zgromadzenia Ogólnego ONZ. Skutkowało to licznymi inwestycjami tajwańskimi, m.in. budową nowych szkół, lotnisk i dróg.
Po wstrzymaniu pomocy ze strony Zachodu, Jammeh zacieśnił współpracę z Libią, Sudanem i Iranem. Libijski dyktator Mu’ammar al-Kaddafi, który zerwał stosunki dyplomatyczne z Gambią w 1981, po nieudanej próbie zamachu stanu przeciw władzy prezydenta Jawary pod wodzą wyszkolonych w Libii najemników, już kilka miesięcy po przewrocie wojskowym z 1994, zdecydował się na przywrócenie wzajemnych kontaktów. Państwa rozpoczęły współpracę wojskową, a między ich przedstawicielami dochodziło do wielu spotkań. Przed wyborami prezydenckimi w 1996 specjalne jednostki gambijskich żołnierzy przeszły nawet na terenie Libii specjalne „szkolenie rewolucyjne”. Libia przekazała Gambii znaczącą pomoc w dziedzinie bezpieczeństwa, edukacji i rolnictwa. Jammeh natomiast ogłosił amnestię dla gambijskich dysydentów, zbiegłych do Libii po nieudanym zamachu stanu w 1981.
Zdecydowanej poprawie uległy również stosunki Gambii z Iranem i Wenezuelą. W czasie pierwszych dni po zamachu stanu z 1994 w Bandżulu wylądował samolot z irańską bronią. Chociaż niektórzy analitycy sądzili, że broń ta miała być początkowo przeznaczona dla bojowników w sudańskiej wojnie domowej, stanowiła ona niemałe wsparcie dla porucznika Jammeha na wypadek prób przywrócenia władzy prezydenta Jawary. W późniejszym czasie Iran zapewnił wsparcie rozwojowe w dziedzinie bezpieczeństwa, rolnictwa i służb specjalnych. Wenezuela zaś wsparła administrację Jammeha w zakresie rozwoju rolnictwa, transportu i sektora prywatnego. W zamian gambijski przywódca zadeklarował poparcie dla polityki obu państw w czasie szczytu Unii Afrykańskiej w Gambii w czerwcu 2006, na który Iran i Wenezuela zostali zaproszeni jako goście specjalni. W grudniu 2006 prezydent Jammeh udał się z wizytą do Iranu, gdzie spotkał się z prezydentem Iranu Mahmudem Ahmadineżadem oraz ajatollahem Alim Chameneim. Ahmadineżad zapewnił wówczas o wsparciu Gambii w jej rozwoju.
W 1995 Gambia nawiązała stosunki dyplomatyczne z Kubą. Od tego czasu kluczowe pozostawało wsparcie tego kraju w sektorze zdrowia, rolnictwa i edukacji, zwłaszcza działalność przysyłanych do Afryki kubańskich zespołów medycznych.

## Życie prywatne
W grudniu 1988 Yahya Jammeh poślubił Zineb Jammeh, urodzoną w 1977 w Rabacie i pochodzącą ze znanej gwinejskiej rodziny Soumahów. Zineb Jammeh, z wykształcenia absolwentka zarządzania i systemów międzynarodowych, jako pierwsza dama kieruje Fundacją ds. Rozwoju Socjoekonomicznego Kobiet w ramach Fundacji Jammeha ds. Pokoju. Oprócz tego wchodzi w skład innych organizacji charytatywnych, zajmujących się m.in. pomocą nowo narodzonym dzieciom, pomocą medyczną, pomocą naukową dla najmłodszych i walką z analfabetyzmem wśród dorosłych. Jest również członkinią  African First Ladies Peace Mission (Misja Pokojowa Afrykańskich Pierwszych Dam).
Prezydent Jammeh ma córkę Maryam (ur. 1999) oraz syna Muhammeda Yahyę (ur. 2007). Do jego hobby należy gra w tenisa i piłkę nożną, polowanie w lasach, jazda na motocyklach, czytanie książek i oglądanie filmów muzycznych.

## Wyniki wyborów
| Wybory prezydenckie | Miejsce | Procent głosów | Liczba głosów |
| ------------------- | ------- | -------------- | ------------- |
| 1996                | 1       | 55,77%         | 220 011       |
| 2001                | 1       | 52,84%         | 242 302       |
| 2006                | 1       | 67,33%         | 264 404       |
| 2011                | 1       | 71,54%         | 470 550       |
| 2016                | 2       | 39,6%          | 208 487       |

## Odznaczenia[1]
- 1993 – Honorowe obywatelstwo amerykańskiego stanu Georgia
- 1995 – Wielki Komandor Orderu Al-Fatah (Libia)
- 1996 – Wielka Wstęga Orderu Lśniącego Jadeitu, najwyższe odznaczenie cywilne Republiki Chińskiej
- 1997 – Pan-African Humanitarian Award, przyznawana przez The Pan-African Foundation i The World Council
- 1998 – Honorowy Admirał Marynarki Stanu Alabama
- 1998 – Order Odwagi, nadany przez pułkownika Muammara al-Kaddafiego (Libia)
- 1999 – Nagrodzony stopniem doktora prawa cywilnego przez Saint Mary’s University w Halifax (Kanada)
- 1999 – The African Medal, nadany przez pułkownika Muammara al-Kadafiego (Libia)
- 2000 – Orders of The Distinction of Liberia (Liberia)
- 2001 – Krzyż Wielki Narodowego Orderu Lwa (Senegal)